# سگ آپولونیا
سگ آپولونیا (نام علمی: Canis apolloniensis) نام یک گونه از سرده سگ است.